# جیووانی گیروگی
 جیووانی گیروگی (انگلیسی: Giovanni Giorgi؛ زاده ۲۷ نوامبر ۱۸۷۱ درگذشته ۱۹ اوت ۱۹۵۰) یک فیزیک‌دان اهل ایتالیا بود. 